# Бєляєв Олександр Пилипович
Олександр Пилипович Бєляєв (25 серпня 1908 — 11 грудня 1943) — радянський офіцер, Герой Радянського Союзу (1943).

## Життєпис
Народився 25 серпня 1908 року в селі Яльчики, нині Яльчикського району (Чувашія) у селянській родині. Чуваш.
У 1928 році закінчив Ульяновський педагогічний технікум, працював викладачем.
З 1929 року у РСЧА. В 1941 році закінчив Військову академію імені М. В. Фрунзе.
З травня 1942 року на фронтах німецько-радянської війни.
Начальник штабу, виконувач обов'язків командира 41-ї гвардійської стрілецької дивізії (57-ма армія, Степовий фронт) гвардії підполковник О. Бєляєв відзначився у битві за Дніпро. 26 вересня 1943 року його дивізія форсувала річку захопила село Сошинівка (нині затоплене село у Дніпропетровській області) на правому березі Дніпра, де закріпилась і утримувала захоплений плацдарм для подальшого розвитку наступу. При цьому, впродовж доби дивізією було відбито 8 контратак противника.
Загинув у бою 11 грудня 1943 року. Похований у селі Верблюжка Новгородківського району Кіровоградської області

## Звання та нагороди
20 грудня 1943 року Олександру Пилиповичу Бєляєву присвоєно звання Героя Радянського Союзу.
Також має нагороди:
- Два ордени Леніна
- Орден Червоного Прапора
- Орден Червоної Зірки